# Olle Berglund (psalmförfattare)
Olle Berglund född den 21 oktober 1908 i Folkärna församling i Kopparbergs län, död 1998. Psalmförfattare och översättare, som också varit verksam som missionär i belgiska Kongo och franska Kongo.

## Psalmer
- Se, jag vill bära ditt budskap, Herre översättning av Hilaire Nkounkous text till svenska.

## Källhänvisningar
- Johan Olof Berglund i Projekt Runeberg